# Мередов, Якуб
Якуб Мередов — туркменский боксёр-любитель.

## Чемпионат Туркменистана по боксу 2011 г.
В декабре 2011 г. в Дашогузе состоялся финал национального турнира на Кубок Туркменистана по боксу среди мужчин. Якуб Мередов завоевал золотую медаль в весе до 56 кг. и вошёл в сборную Туркменистана по боксу 2013.

## Чемпионат Туркменистана по боксу 2012 г.
В декабре 2012 г. в ашхабадском спорткомплексе «Галкыныш» состоялся финал национального турнира на Кубок Туркменистана по боксу среди мужчин. В состязаниях приняли участие более 100 лучших спортсменов из всех велаятов и Ашхабада. Столичные боксеры на правах хозяев турнира были представлены двумя командами. Эти состязания стали итоговыми, по результатам которых была сформирована национальная сборная-2013.
Якуб Мередов завоевал золотую медаль в весе до 56 кг. и вошёл в сборную Туркменистана по боксу 2013.

## Международные турниры
Участвовал в Чемпионате мира по боксу среди юниоров 2010,  25 апреля - 3 мая 2010 года в Баку, Азербайджан (до 54 кг).
Участник международного турнира «Великий шелковый путь» (до 56 кг).
| Дата            | Турнир                                       | Место проведения          | Весовая категория                   | Соперник           | Результат | Дополнительно                     |
| --------------- | -------------------------------------------- | ------------------------- | ----------------------------------- | ------------------ | --------- | --------------------------------- |
| 8 марта 2013    | Международный турнир «Великий шелковый путь» | Баку, Азербайджан         | 56 кг (легчайший вес, bantamweight) | Фарид Агамогланов  | 0 - 3     | 1/16 финала. Выбыл из турнира.    |
| 13-26 окт. 2013 | Чемпионат мира 2013                          | Алматы, Казахстан         | 56 кг (лёгкий вес, lightweight)     | Джозеф Хам         | 0 - 3     | 1/32 финала. Выбыл из турнира.    |
| 5 июля 2013     | Летняя Универсиада 2013                      | Казань, Татарстан, Россия | 56 кг (лёгкий вес, lightweight)     | Ораз Авзалжоев     | 0 - 3     | 1/16 финала. Выбыл из турнира.    |
| апрель 2010     | Чемпионат мира по боксу среди юниоров 2010   | Баку, Азербайджан         | 54 кг (лёгкий вес, lightweight)     | Сухрон Бобоназаров | 3 - 12    | 1/8 финала. Выбыл из турнира.     |
| апрель 2010     | Чемпионат мира по боксу среди юниоров 2010   | Баку, Азербайджан         | 54 кг (лёгкий вес, lightweight)     | Ju Song Pae        | 16 - 1    | 1/16 финала. Прошёл в 1/8 финала. |

## Национальные первенства
| Дата         | Турнир                         | Место проведения      | Весовая категория                     | Соперник | Результат | Дополнительно                                        |
| ------------ | ------------------------------ | --------------------- | ------------------------------------- | -------- | --------- | ---------------------------------------------------- |
| Декабрь 2013 | Чемпионат Туркменистана - 2013 | Ашхабад, Туркменистан | 56 кг (лёгкий вес, lightweight)       | ?        | 3 - 0     | место. Вошёл в национальную сборную Туркменистана.   |
| Декабрь 2012 | Чемпионат Туркменистана - 2012 | Ашхабад, Туркменистан | 56 кг (лёгкий вес, lightweight)       | ?        | 3 - 0     | 1 место. Вошёл в национальную сборную Туркменистана. |
| Декабрь 2011 | Чемпионат Туркменистана - 2011 | Дашогуз, Туркменистан | 56 кг (лёгкий вес, lightweight)       | ?        | 3 - 0     | место                                                |
| Декабрь 2010 | Чемпионат Туркменистана - 2010 | city, Туркменистан    | 56 кг (полусредний вес, welterweight) | ?        | 3 - 0     | место                                                |
| Декабрь 2009 | Чемпионат Туркменистана - 2009 | city, Туркменистан    | 56 кг (лёгкий вес, lightweight)       | ?        | 3 - 0     | место                                                |